# シェルトン・ベンジャミン
シェルトン・ベンジャミン（英語: Shelton Benjamin, 1975年7月9日 - ）は、アメリカ合衆国の男性プロレスラー。サウスカロライナ州オレンジバーグ出身。アフリカ系アメリカ人。AEW所属。

## 来歴

### 学生時代
ミネソタ大学でレスリング部に所属し、NCAA選手権3位の実績を持つ。卒業後には大学に残り、後輩のブロック・レスナーなどを指導。

### WWE
WWEの下部団体OVWと契約、同じミネソタ大学出身のブロック・レスナーをパートナーに、ミネソタ・レッキング・クルーにあやかったミネソタ・ストレッチング・クルーなるタッグチームを結成し、活躍した。
2002年にWWEに昇格するとスマックダウンに所属。カート・アングル、チャーリー・ハースと共にチーム・アングルを結成。リーダー格のカートが怪我をして復帰した際、フェイスターンしたカートをチームから追い出し、ハースと共にザ・ワールド・グレイテスト・タッグチーム（通称はWGT、WGTT）を結成。WWEタッグ王座を獲得し、ロス・ゲレロス等と名勝負を繰り広げてスマックダウンのタッグ戦線を大いに賑わせた。
2004年のドラフトでスマックダウンからRAWへ移籍し、タッグを解散。シングルプレーヤーに転向しRAWデビュー戦ではトリプルHと対戦し驚異的な運動能力を見せ付けて勝利。同年10月のPPV、タブー・チューズデイ2004でクリス・ジェリコとIC王座を賭けて対戦し勝利を収めた。その後2005年の6月、ドラフトによりスマックダウンからRAWへ移籍してきたカリートに奪われるまでIC王座を保持し、ここ10年での最長保持記録を打ち立てた。そしてそのカリート、さらにショーン・マイケルズと抗争後は母親（WWEで公募されたアングル上の母親役）が登場してマザコンキャラのギミックになると同時にヒールターンする。
マザコンキャラのギミックが終わったその後は、一時チンピラ風ギミック（サングラスをかけ、アロハシャツに身を包みゴールドのチェーンを首に巻いていた）で登場。IC王座陥落後は復帰したハースと共にWGTTを再結成、クライム・タイムやハーディー・ボーイズと抗争する。
2007年末期、イライジャ・バークの紹介（新たにECWを担う男と紹介された）により急遽ECWに移籍、登場する。イライジャと共に黒人タッグを組むのかと思われた矢先、イライジャがスマックダウンでのバティスタ戦で負傷、長期離脱してしまったためシングル戦線で活躍するようになった（これは元からイライジャが腰の怪我をしていたため、離脱するためのアングルである）。
2008年にはECWにおいて連勝を続け、ロイヤルランブル前の収録のECWの5人バトルロイヤルではケイン、ジョン・モリソン、マイク・ミザニン、トミー・ドリーマーと言った強豪相手を退け、優勝した。
ECWのスーパースターでロイヤルランブルで最も優勝する確率の高い選手と言われていたが、ロイヤルランブルでは登場してすぐにショーン・マイケルズによって脱落させられてしまう（登場して46秒で脱落。このタイムはこの年のロイヤルランブルでは一番早い脱落時間だった）。2月にはジミー・ワン・ヤンを相手に勝利し、レッスルマニア24でのマネー・イン・ザ・バンク・ラダー・マッチに2年振りに参戦。6月の追加ドラフトではスマックダウンへの移籍が決定し、7月にはグレート・アメリカン・バッシュでマット・ハーディーからUS王座を奪取した。9月にはUS王者として、アンフォーギヴェンにてトリプルHの保持するWWE王座へのチャンピオンシップ・スクランブル戦に出場している。
2009年3月、レッスルマニア25でのマネー・イン・ザ・バンク・ラダー・マッチ予選試合にてジェフ・ハーディーに勝利（マット・ハーディーの介入による反則）し、自身が持つ最多記録を更新する、4回目の出場が決定。3月17日、MVPに敗れ半年間保持したUS王座を失う。その後RAWから移籍してきたチャーリー・ハースと再び共に活動し、ECWから移籍してきたジョン・モリソンと抗争する。6月のトレードで再びECWへ移籍。移籍初戦でヨシ・タツのデビュー戦の相手を務めた。
2010年2月、ECWが終了した後はSmackDownに移籍。3月28日のレッスルマニア26にて、マネー・イン・ザ・バンクに出場するも優勝とはならなかった。4月、WWEより解雇された事が発表された。

### インディー団体 / 新日本プロレス / 鈴木軍
WWE解雇後、ROHと契約を交わし入団、ハースとWGTTを再結成する。ROH世界タッグ王座を奪取し1年間防衛する活躍を見せた。
2012年1月4日、MVPの要請を受け、新日本プロレス主催のレッスルキングダムIVに参戦。対戦相手の田中将斗 & 高橋裕二郎組を相手に高いポテンシャルを活かしたファイトスタイルで圧倒し、勝利を収めた。6月16日、DOMINION6.16では再びMVPとタッグを組んで、カール・アンダーソン & タマ・トンガ組を相手に勝利を収めている。8月1日から開催されたG1 CLIMAX 22に初出場、4勝4敗で惜しくも決勝進出とはならなかったがそのポテンシャルを十分に見せつけた。12月にROHとの契約を破棄し退団となる。
2013年、ROHと再び再契約を交わす。4月にはハースとの一騎討ちを行う予定であったが、ハースが引退することを突如発表したため対戦は取り消しとなった。4月20日、新日本のRoad to レスリングどんたく 2013にて鈴木軍のTAKAみちのくが参戦を予告していたXとして登場、鈴木とタッグを組んで中邑真輔 & オカダ・カズチカ組と対戦し勝利した。以後、鈴木軍のメンバーとして活動を始め、5月3日には中邑が保持するIWGPインターコンチネンタル王座に挑戦するが敗北した。8月のG1 CLIMAXでは最終戦で中邑と対戦。ペイ・ダートで中邑から勝利を収めリベンジを果たし、9月29日神戸大会で再び中邑のIWGPインターコンチネンタル王座に挑戦するも、ボマイェでピンフォール負けを喫した。
2015年5月15日、ジェフ・ジャレットが設立したGFWに参戦することを発表した。6月20日、クリス・モルデツキーと対戦している。

### WWE
2016年7月26日、WWE・SmackDownにてWWEに復帰する事が発表される。しかし、肩を故障して手術する事になりWWEでの復帰が延期となった。
2017年8月22日、WWE・SmackDown Liveにてバックステージでチャド・ゲイブルとダニエル・ブライアンのセグメントにおいて、ゲイブルのタッグパートナーであったジェイソン・ジョーダンがRAWに移籍した事により困り、この事態の収拾にブライアンから新たなパートナーにカート・アングルの友人として呼ばれ登場。ゲイブルとのタッグを結成する事になった。同月29日、7年3ヶ月ぶりとなるWWEでの凱旋試合を行う。ゲイブルと組んでジ・アセンション（コナー & ビクター）と対戦。中盤にゲイブルが捕まり苦戦するがタッチが成立すると流れを変えて最後にはビクターにゲイブルのアシストからペイ・ダートを決めて勝利した。
2018年4月、ゲイブルがSmackDown LiveからRAWに移籍した事によりタッグを解消。同月24日、ランディ・オートンと対戦。終盤にエレベイテッドDDTを喰らい、RKOを決める姿勢になったところで場外に逃げるも実況席に叩きつけられ窮地に陥る。しかし、場外よりマスクを着用して現れたスニル・シンの妨害に助けられ、最後にペイ・ダートを決めて勝利。

## その他
- レスリング技術に加え、学生時代に100m短距離走のチャンピオンになった経験もあるほどの、驚異的な身体能力を持つ。リング内からコーナーにダッシュし、手でロープをつかんだりすることなくコーナートップに飛び乗るなどのアクロバティックな攻撃で次代のスター候補とされていた。
- 趣味はテレビゲーム。WWEによって毎年開催されているエキサイティングプロレススーパースター大会を連覇するくらいの腕前である。しかし2008年前後には同リーグに所属するイライジャ・バークによって連覇されてしまっている。
- またそのイライジャとはプライベートでも仲が良い親友であり、イライジャがECWへベンジャミンを呼び込んだのは上記のスーパースター大会も関係している。
- マイクアピールが苦手でスター性も弱く、地味なタイプのレスラーだが、実力もセンスも兼ね備えた実力派である。その活躍の少なさと実際の実力の高さの反比例からアメリカン・レスリング・オブサーバーによる投票で「最も過小評価されているレスラー」に2005年度、2006年度、2007年度で三年連続一位に選ばれている。

## 得意技

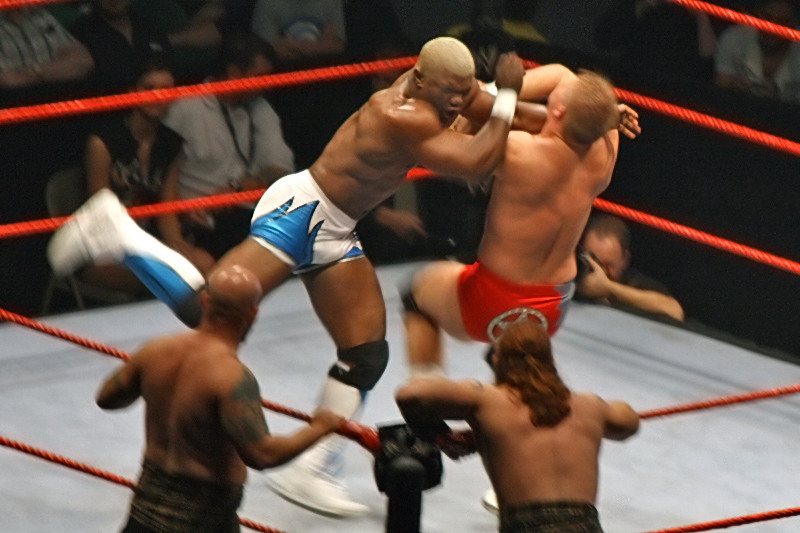
クローズライン

ペイ・ダート
2007年12月のECW移籍後から使用し始めた必殺技で飛び付き式コンプリート・ショットで、現在のベンジャミンのフィニッシュ技。シンプルでどんな場面に置いても使用しやすい技だが、それ故に形が崩れることもしばしばある。

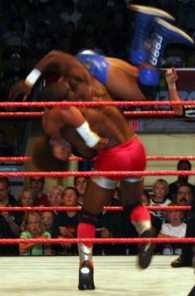
Tボーン・スープレックス
2004年のRAW移籍後に使用し始めた必殺技。レスリング出身者らしい豪快なスープレックス。形的にはエクスプロイダーと同じだが、後方には投げず、パワースラムのように巻き込む。WWE時代後期はエクスプロイダー式（投げ付け型）を使用していたが、フォールに持ち込むことは無くなった。
ドラゴン・ウィップ
体のバネを生かした旋回式ウィンドミルキック。キックを相手に受け止められ、払われたときにその足の反動を使って360度回転し、スピンキックを仕掛ける。場面転換の際に使用される。
スティンガー・スプラッシュ
コーナーにいる相手へのジャンピング・ボディ・アタック。ベンジャミンが尊敬するレスラーのスティングのオリジナル技でもある。
スーパーキック
デビュー当時は決め技として使用していた。現在でも痛め技として使用している。
クローズライン
ターンバックル・パワーボム
コーナーのターンバックル目掛けて投げっぱなし式パワーボムを見舞う。

## 合体技
- ネックブリーカー・パワーボム

チャド・ゲイブルとの合体技。自身がパワーボムの体制で相手を抱え、ゲイブルがトップコーナーからダイビング・ブロックバスターを決める技
- スカイハイ・ブルドッギング・ヘッドロック

チャド・ゲイブルとの合体技。自身が相手に肩車の要領で抱え、ゲイブルがトップロープからダイビング・ブルドッギング・ヘッドロックを決める。

## タイトル歴
WWE
- US王座 : 1回
- IC王座 : 3回
- 24/7王座 : 3回

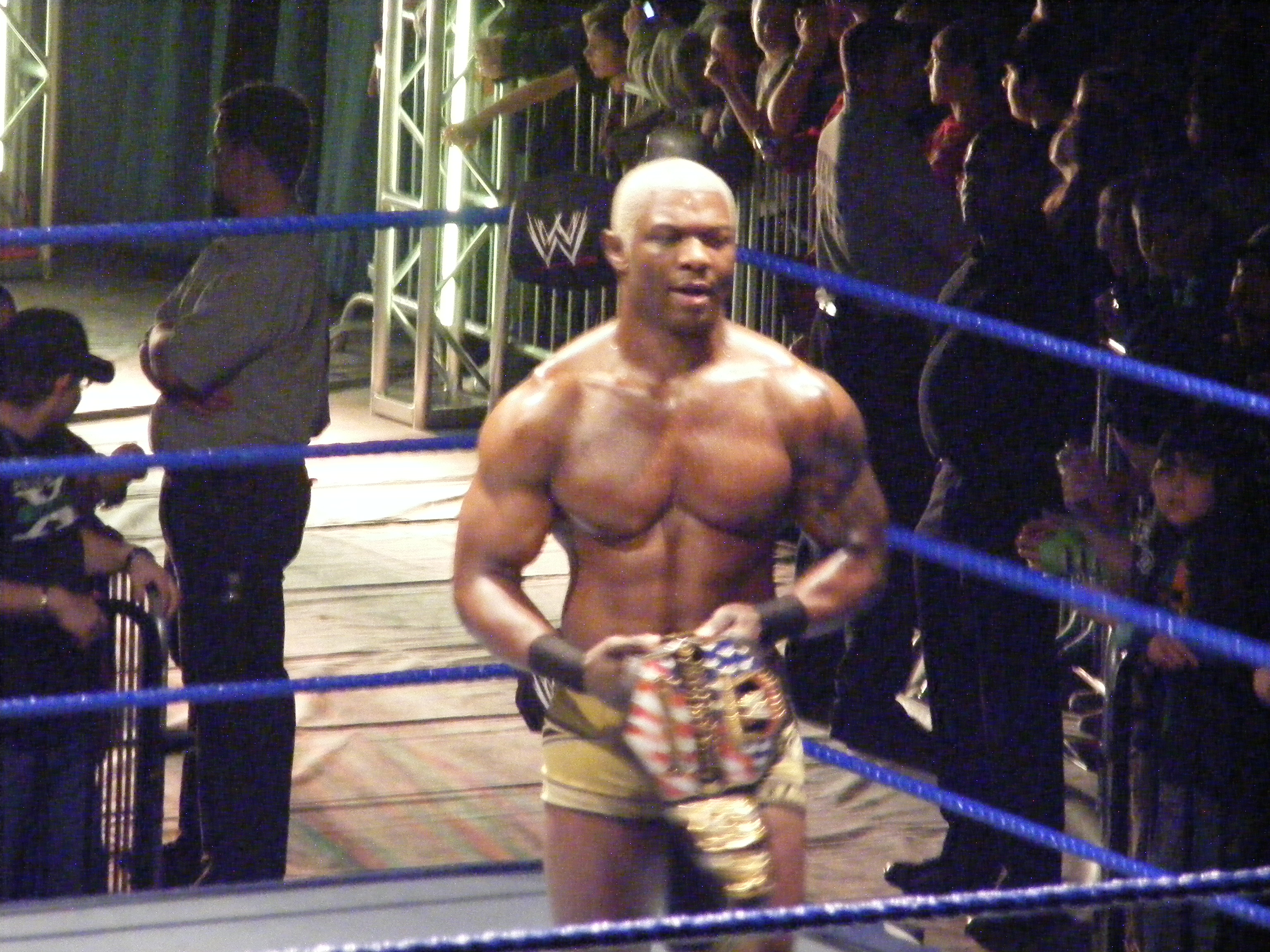
US王座

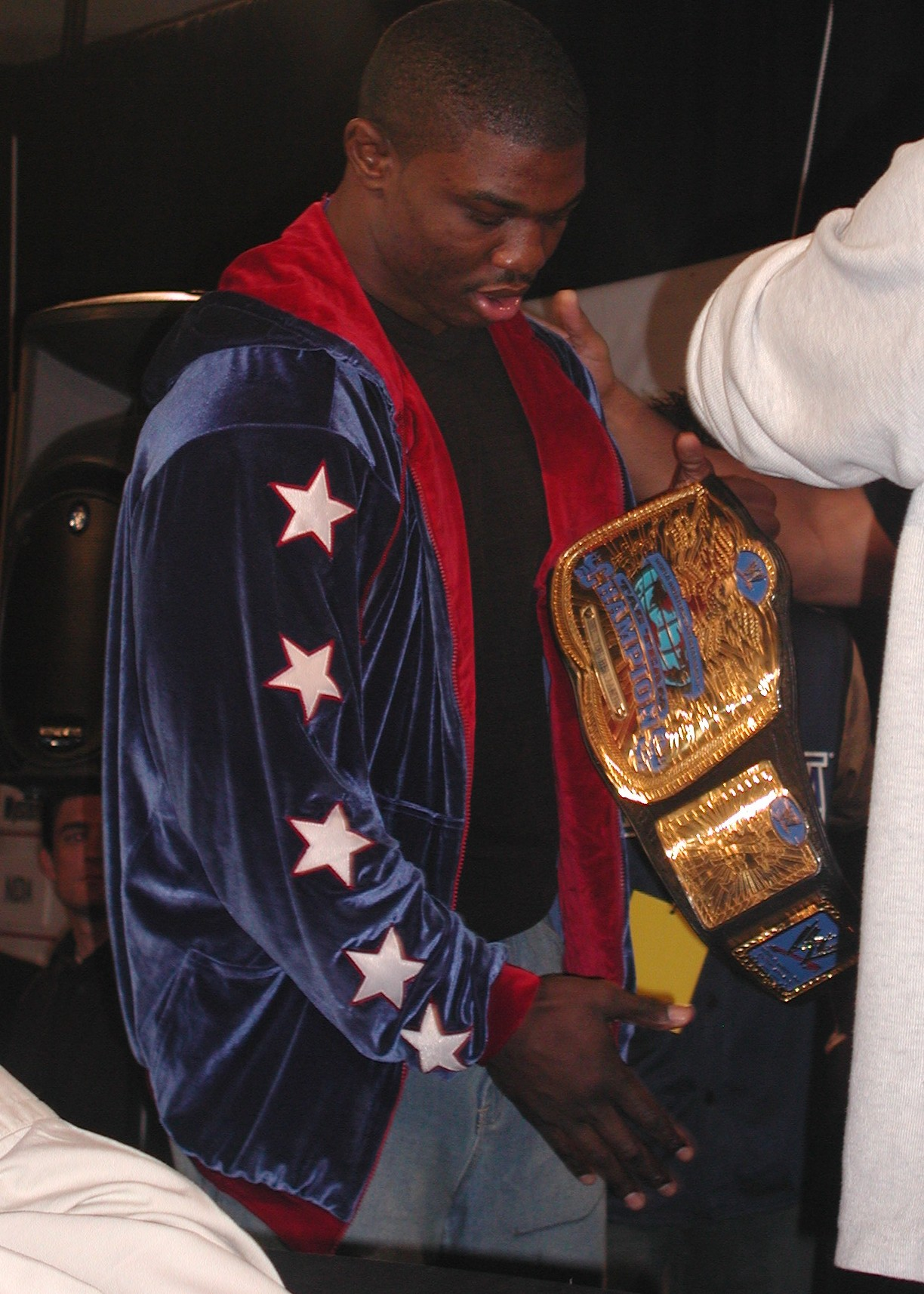
WWEタッグ王座

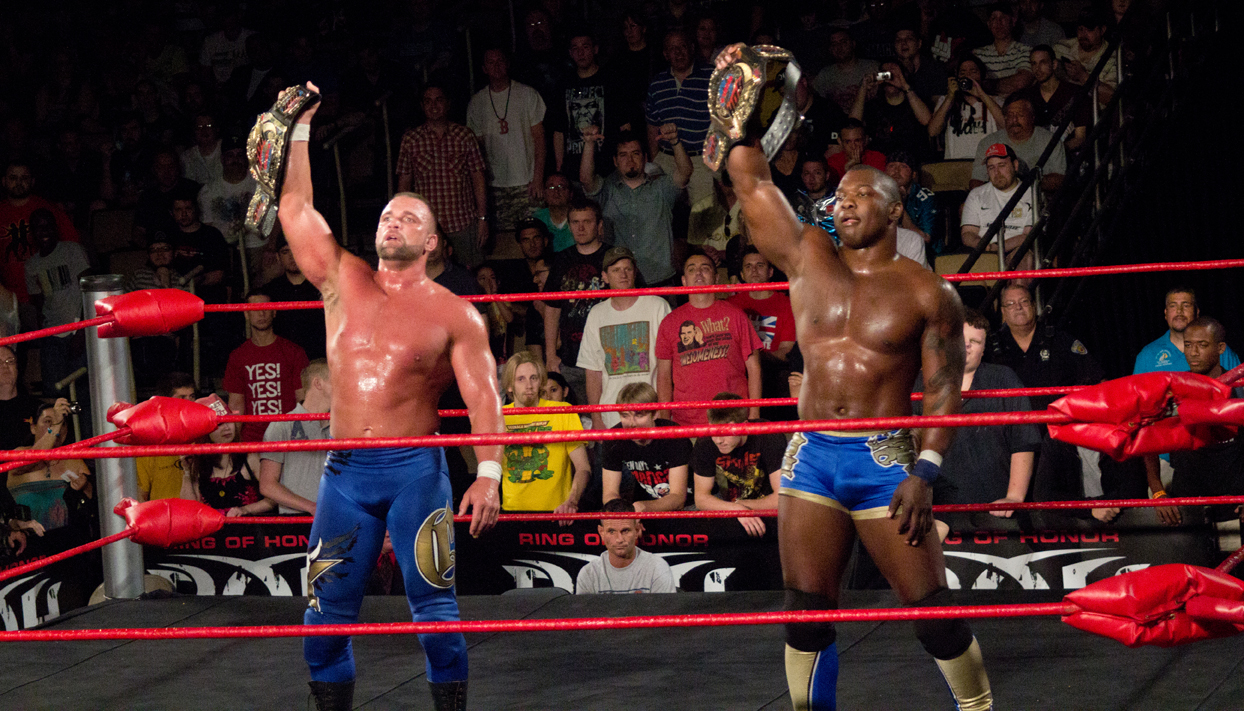
ROH世界タッグ王座(右側チャーリー・ハース)

- WWEタッグ/ロウ・タッグ王座 : 3回（w / チャーリー・ハース × 2、セドリック・アレクサンダー）

AEW
- AEW世界タッグ王座 : 1回（第16代）（w / ボビー・ラシュリー）

ROH
- ROH世界タッグ王座 : 2回（w / チャーリー・ハース）

WWC
- WWCユニバーサルヘビー級王座 : 1回

MWF（Millennium Wrestling Federation）
- MWFヘビー級王座 : 1回

OVW
- OVW南部タッグ王座 : 4回（w / ブロック・レスナー×3、レッド・ドッグ×1）

PWI
- 2005年度のPWI500では9位。

## 入場テーマ曲
- X

新日本再参戦後、鈴木軍加入後のテーマ曲。
- GOLD STANDARD

新日本参戦時のテーマ曲。
- The Countdown
- Hot Stakes
- Mess You Up
- T.N.T
- Medal

チーム・アングル時代に使用。
- Heroes
- Ain't No Stoppin' Me
- Ain't No Stoppin' Me（Axel）
- Set It Off - 現在使用中